# إسلام عيسى
إسلام عيسى مواليد 2 يوليو 1988، هو لاعب كرة يد مصري يلعب كوسط مدافع. مثل لاعب سعودي قائد نادي الوحدة ومنتخب مصر لكرة اليد. شارك في دورة الألعاب الأولمبية الصيفية سنة 2016.

## سجل المنافسة
شارك في البطولات التالية:
- بطولة العالم لكرة اليد للرجال 2015
- الألعاب الأولمبية الصيفية 2016

## روابط خارجية
- إسلام عيسى على موقع أوليمبيديا (الإنجليزية)